# Tlučná
Tlučná es una localidad de la República Checa.

## Historía
Es un pueblo que está ubicado al oeste de la ciudad Pilsen, una ciudad de la República Checa. Puede ser que el nombre Tlučná surgió de la palabra tluč (en español „golpea“)-tlouct (golpear). El pueblo nació aproximadamente en el año 1115. En el principio vivían aquí agricultores liberales y nobleza baja. Antes de la época husita estuvieron aquí cuatro cortes, un vasallo (campesino), por lo menos dos vasallos (propietarios) y unos vasallos del monasterio de Chotěšov. En el año 1574 apareció por primera vez un aprisco con mil ovejas. Se fundó un molino, una taberna, estanques y ocho casas de campo nuevas. En el año 1603 Jan Jindřich heredó el pueblo y se dice que vivían aquí 96 vasallos. Y como Jan Jindřich Strojetický murió en el año 1646 sin herederos obtuvo el pueblo su amigo, Sezima z Vrtby.
Durante la Guerra de los Treinta Años, Tlučná sufrió también. La nobleza averiguó cuántos no católicos vivían en el país: los campesinos, los propietarios, los secundarios y las familias de la corte- en total 47 personas, de las que eran 25 hombres, 19 mujeres y 3 niños. Los más viejos del pueblo tenían 77 años.
En el año 1838 había 238 habitantes, la corte, la taberna, el aprisco y la casa del guardabosque. El pueblo pertenece a la oficina parroquial de Vejprnice donde está situada la iglesia de San Vojtěch que fue fundada entre 1722-1726. Al pueblo agrónomo ayudó el aprovechamiento de carbón de piedra, ya que había bastante en Tlučná. El pueblo agrónomo se hizo poco a poco minero.

### Leyenda
En Tlučná se cuenta una leyenda de un cocodrilo. En el libro de Memorias de comunidad de aficionados del año 1935 Josef Babka escribe: Según la leyenda, pero también podría ser un poco verdadero aunque ninguno de los habitantes viejos quiere comprobarlo, se fusiló un cocodrilo hace 80 años en una carretilla que estaba en un estanque. Se presupone que era un cocodrilo. A partir de esa leyenda, dos aficionados hicieron una obra teatral según la leyenda- Alois Kusch y Jan Jarda. La propuesta la inventó Josef Herian. En el prado se creó un pueblo pequeño de decoración en la cual se desarrollaba una parte de la obra, pero el escenario era mucho más grande, porque cubría toda la superficie del estanque (hoy en día el lugar donde está el parque).

#### Actualidad
En la actualidad, el cocodrilo forma parte del escudo del pueblo. En Tlučná, como en muchos otros pueblos, se siguen tradiciones checas como por ejemplo: procesión de carnaval en la que participan los habitantes vistiéndose con cualquier disfraz, se hace una feria al final de junio para celebrar San Pedro, se hace el Memorial de Václav Kouřil, que era un gimnasta y para rendirle homenaje se realiza una competición gimnástica. En el año 2015 se realizó la fiesta de los 900 años del pueblo.
Ahora Tlučná es un pueblo moderno con más de tres mil habitantes. En Tlučná hay piscina, parques, restaurantes, campos de fútbol, gimnasio pero también escuela- la enseñanza primaria elemental e incluso enseñanza secundaria.
En el pueblo se pueden ver muchos monumentos como son: el monumento conmemorativo de los fallecidos en Tlučná, del Maestro Jan Hus, de Antonín Uxa, etc. Entre los puntos dominantes de la plaza e incluso de toda Tlučná pertenecen todavía el granero barroco (en checo špejchat o sýpka), que se transformó en una pensión, y la capilla en la que suelen encontrarse regularmente Los fieles de San Pedro de Iglesia evangélica checa luterana (en checo Sbor svatého Petra České evangelické církve luteránské).